# Bạch Thắng (Thủy hử)
Bạch Thắng là một nhân vật hư cấu trong tiểu thuyết cổ điển Trung Hoa Thủy hử. Ông có biệt hiệu là Bạch nhật thử (白日鼠) (chuột ban ngày), là một trong những người đầu tiên của 108 anh hùng Lương Sơn Bạc.

## Xuất thân
Bạch Thắng ở thôn An Lạc, cách Hoàng Nê Cương phía đông khoảng 10 dặm, thuộc huyện Vận Thành, Sơn Đông. Ông vô nghề nghiệp, kiếm sống bằng việc đánh bạc. Ông có quen biết với Tiều Cái và thường được Tiều Cái giúp đỡ tiền bạc.

## Cướp lễ vật
Tiều Cái cùng các huynh đệ là Ngô Dụng, Công Tôn Thắng, Lưu Đường và ba anh em họ Nguyễn lập mưu cướp đoàn xe chở vàng bạc. Đó là lễ vật sinh nhật của Lương Trung Thư biếu cha vợ là thái sư Sái Kinh. Họ có ý định tấn công đoàn xe tại Hoàng Nê Cương. Tiều Cái nhớ đến Bạch Thắng nhà ở thôn An Lạc gần đó. Tiều Cái với các cộng sự đến nhà Bạch, ở lại đây và nhờ sự giúp đỡ của ông. Bảy người Tiều Cái giả làm khách thương buôn táo, trong khi đó Bạch Thắng giả trang làm người bán rượu trắng.
Khi Dương Chí dẫn đầu đội lính áp tải lễ vật nghỉ chân ở Hoàng Nê Cương, Bạch Thắng cùng hội của Tiều Cái trộn thuốc mê vào rượu và bán cho quan quân. Dương Chí cùng binh lính uống vào bị thuốc mê, để Tiều Cái và đồng đảng cướp mất lễ vật. Bạch Thắng được chia một phần vàng bạc trong vụ này.

## Gia nhập Lương Sơn Bạc
Lương Trung Thư khi biết lễ vật bị mất rất giận dữ. Ông ra lệnh cho quan lại địa phương truy tìm thủ phạm. Quan phủ sai Hà Đào điều tra. Em trai Hà Đào là Hà Thanh tình cờ biết Bạch Thắng và Tiều Cái liên quan đến vụ cướp này nên thông báo cho anh trai mình. Quan quân kéo đến nhà Bạch Thắng lục soát, đào được số vàng bạc dưới gầm giường. Bạch Thắng bị bắt, bị tra tấn nên phải cung xưng chủ mưu là Tiều Cái và sau đó là những người đồng mưu.
Tống Giang báo trước cho Tiều Cái biết nên cả nhóm Tiều Cái trốn lên Lương Sơn Bạc, Bạch Thắng sau này được Tống Công Minh cứu thoát khỏi ngục và cũng lên Lương Sơn Bạc, khi phân định ngôi thứ, Bạch Thắng xếp thứ 106 là đầu lĩnh chuyên việc do thám.

## Cái chết
Sau khi quy thuận triều đình, Bạch Thắng cùng với nghĩa quân tham gia các chiến dịch bình Liêu, dẹp các cánh quân phản loạn. Khi tới Hàng Châu trong chiến dịch đánh Phương Lạp, Bạch Thắng ốm, nằm lại và sau chết tại đó.